# Bothrogonia fuquana
Bothrogonia fuquana är en insektsart som beskrevs av Li 1983. Bothrogonia fuquana ingår i släktet Bothrogonia och familjen dvärgstritar. Inga underarter finns listade i Catalogue of Life.